# Distrito de Pudukkottai
Pudukkottai (en Tamil; புதுக்கோட்டை மாவட்டம் ) es un distrito de India, en el estado de Tamil Nadu . 
Comprende una superficie de 4 663 km².
El centro administrativo es la ciudad de Pudukkottai .

## Demografía
Según censo 2011 contaba con una población total de 1 618 725 habitantes.